# Yorkshire
Lo Yorkshire (IPA [ˈjɔːkʃə]) è una contea storica dell'Inghilterra, un tempo la più grande del Regno Unito.
Non esiste più come entità amministrativa perché sul suo territorio sorgono dal 1974 le contee di North Yorkshire, East Riding of Yorkshire, South Yorkshire e West Yorkshire; tuttavia persiste come entità storica e culturale.
La popolazione odierna è di circa 5 milioni di abitanti e l'estensione è di circa 15000 km².
Il suo simbolo è la rosa bianca, emblema della Casa di York e il suo capoluogo storico e culturale è York

## Origini
La città di York, all’epoca Eboracum, acquisì grande importanza da quando, all’inizio del III secolo, l’imperatore Settimio Severo la elevò a capoluogo della nuova Britannia inferiore, rendendola autonoma da Londra. La successiva diffusione del cristianesimo portò alla fondazione dell’antica arcidiocesi di York, in ossequio alla tendenza della Chiesa latina a riflettere l’organizzazione statale imperiale. Questo grande rilievo permise alla località di sopravvivere, almeno in nuce, alle invasioni barbariche, e di riproporsi alla guida della parte settentrionale dell’Inghilterra quando nel VII secolo, con la conversione degli Anglosassoni, nel paese cominciarono a ricostruirsi minime forme di organizzazione statale.

## Attuali suddivisioni

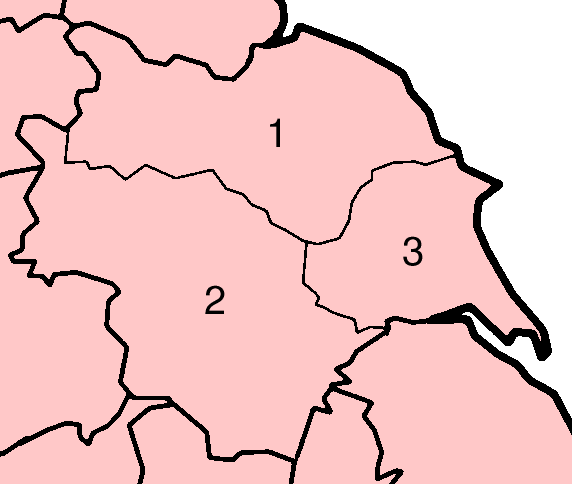
I tre ridings tradizionali dello Yorkshire.
1 - North Riding
2 - West Riding
3 - East Riding

Lo Yorkshire è tradizionalmente suddiviso in tre ridings, (termine che deriva dall'antica parola inglese di origine sassone Thriding, cioè "terzo" o "terza parte"): North Riding, West Riding, East Riding, tuttavia, alla riorganizzazione delle suddivisioni nel 1974, si è visto suddiviso in 4 contee:
- East Riding of Yorkshire (parte di Humberside fino al 1996)
- North Yorkshire
- South Yorkshire
- West Yorkshire

La regione di cui fa parte lo Yorkshire è lo Yorkshire e Humber, con una piccola zona a nord che rientra nel Nord Est.

## Principali città

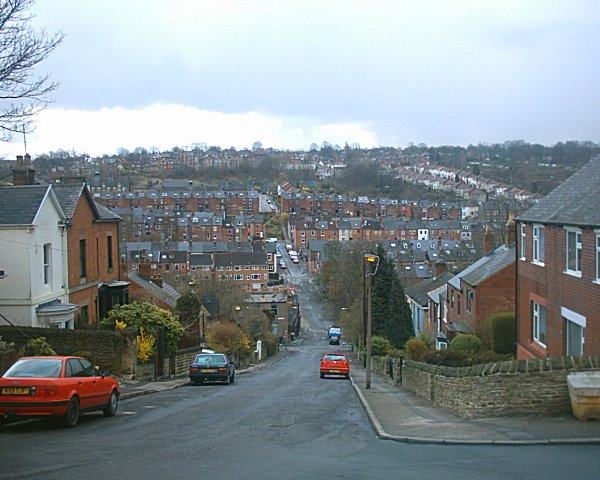
L'agglomerazione di Sheffield

Lo Yorkshire (Est, Nord, Sud e Ovest) è una delle regioni più industrializzate e popolose del Regno Unito, con numerose e importanti città:
- Barnsley
- Bradford
- Doncaster
- Halifax
- Harrogate
- Huddersfield
- Kingston-upon-Hull, nota come Hull
- Leeds
- Middlesbrough
- Ripon
- Rotherham
- Scarborough
- Sheffield
- Wakefield
- York

## Sport
La contea dello Yorkshire ha una propria nazionale di calcio che fa parte della ConIFA.